# Майборода Олексій Сергійович
Олексій Сергійович Майборода (нар. 12 вересня 1994) — український футболіст, воротар клубу «Чайка» .

## Життєпис
Олексій Майборода народився 12 вересня 1994 року. У ДЮФЛУ виступав з 2010 по 2011 рік у складі «Київ-Чайки», зіграв 15 матчів.
Дорослу кар'єру розпочав в аматорських клубах «Росичі» (Богуслав) та «Київ-2». У 2014 році приєднався до ужгородської «Говерли». У молодіжній першості дебютував 4 грудня 2012 року проти донецького «Шахтаря», в якому ужгородський клуб поступився з рахунком 1:8. Олексій зіграв у тому матч 46 хвилин та пропустив 4 м'ячі. Після цього більше не зіграв жодної гри за будь-яку команду «Говерли». У 2015 році виступав за аматорський клуб «Чайка» (Петропавлівська Борщагівка).
Того ж року приєднався до першолігового МФК «Миколаїв». Тривалий час «грів» лаву для запасних. Дебютував за «корабелів» 18 березня 2017 року в переможному (1:0) домашньому поєдинку проти петрівського «Інгульця». Відіграв увесь матч та відстояв «на нуль». Після цього в березні та на початку квітня зіграв ще 3 матчі в першій лізі, проте у всіх цих поєдинках миколаєвці програвали. Більше в основному складі «Миколаєва» на поле не виходив. Був запасним воротарем у програній (0:4) кубковій зустрічі 1/2 фіналу проти київського «Динамо» (Київ).

## Особисте життя
Батько Сергій (1971—2017) також був футболістом, виступав у Вищій лізі, а потім став тренером з пляжного футболу.